# Černetova ulica, Ljubljana
Černetova ulica je ena izmed ulic v Ljubljani (Spodnja Šiška).

## Zgodovina
Leta 1923 je mestni svet poimenoval novo ulico med Alešovčevo in Kavškovo ulico kot Černetova ulica po šišenskemu kmetovalcu Valentinu Černetu.

## Urbanizem
Cesta poteka od križišča z Alešovčevo ulico do križišča z Goriško ulico.
Na cesto se (od zahoda proti vzhodu) povezujejo: Podlimbarskega, Podjunska, Aljaževa, Knezova, Beljaška, Verovškova in Murnova.